# Netra (AEW&C)
Netra — радіолокаційна станція (РЛС), авіаційного комплексу радіолокаційного виявлення і наведення (англ. airborne early warning and control (AEW&C)), створена організацією оборонних досліджень і розробок (англ. Defence Research and Development Organisation (DRDO)) Індії. РЛС Netra встановлюється на спеціально модифікований літак Embraer ERJ-145. Перебуває на озброєнні повітряних сил Індії.
РЛС Netra, зовні подібна до комплексу Erieye, виробництва Швеції. Оснащена нерухомою антеною яка забезпечує сканування двох зон по 120 градусів з обох боків планера літака, а в секторах попереду і позаду літака має мертві зони. Радар має інтегровану систему розпізнавання «свій — чужий».

## Історія
У 2003 році повітряні сили Індії спільно з організацією оборонних досліджень і розробок провели дослідження і сформували вимоги до розробки авіаційного комплексу радіолокаційного виявлення і наведення (англ. airborne early warning and control (AEW&C)). На підставі цих вимог уряд Індії схвалив проєкт розробки авіаційної системи радіолокаційного виявлення і наведення. Відповідальність за реалізацію проєкту поклали на організацію оборонних досліджень і розробок. Розподіл зон відповідальності між підрозділами DRDO був наступним:
- Організація розвитку електроніки та радіолокації (англ. Electronics and Radar Development Establishment (LRDE)) — розробка і створення РЛС з фазованою антенною решіткою;
- Лабораторія застосування оборонної електроніки (англ. Defence Electronics Application Laboratory (DEAL)) — Система зв'язку та канали передачі даних;
- Організація досліджень оборонної авіоніки (англ. Defence Avionics Research Establishment (DARE)) — Система самозахисту та комплекс вимірювальної апаратури;
- Лабораторія досліджень оборонної електроніки (англ. Defence Electronics Research Laboratory (DLRL) — Комплекс апаратури зв'язку;
- Центр бортових систем (англ. Centre for Airborne Systems (CABS)) — Загальне керівництво проєктом, створення програмного та апаратного забезпечення проєкту;

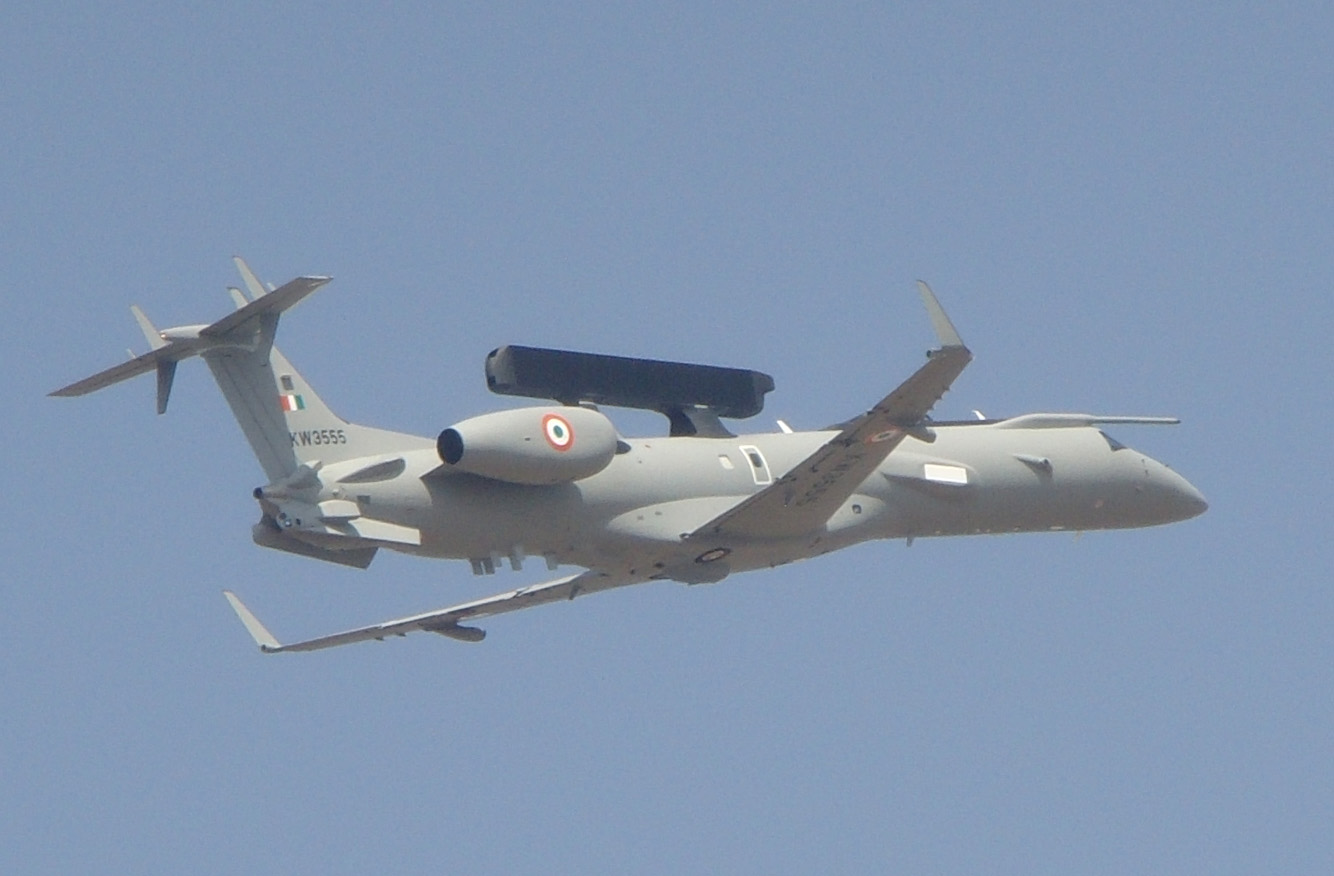
Літак з РЛС Netra на авіашоу

 Як авіаційна платформа для нової РЛС було обрано регіональний турбовентиляторний літак Embraer ERJ-145, виробництва Бразилії. Було укладено угоду вартістю 300 мільйонів доларів США, за якою Embraer виготовив і поставив замовнику 3 літаки зі спеціальними модифікаціями планера які передбачали встановлення на літак великої бортової РЛС та іншого супутнього обладнання. В планах було прийняття на озброєння трьох літаків радіолокаційного виявлення і наведення до 2013 року. Проєкт Netra мав на меті розвинути національний потенціал Індії, з проєктування та введення в експлуатацію платформ бортового спостереження і контролю, а також створити допоміжний компонент радіолокаційного виявлення і наведення, на додаток до більш потужної і досконалої РЛС EL/W-209, придбаної в Ізраїлі.
У червні 2010 року з'явилась інформація, що блок антен створений організацією оборонних досліджень і розробок, буде інтегровано в модифікований літак Embraer ERJ-145. Перший тестовий політ системи було заплановано на початок 2011 року. Першу модифіковану фюзеляжну платформу було передано організації оборонних досліджень і розробок компанією Embraer в лютому 2011 року, а початок модифікацій першого літака Embraer ERJ-145 розпочався в березні 2011 року. Перший повністю модифікований літак Embraer ERJ-145 з антеною та електронним корисним навантаженням здійснив перший політ 6 грудня 2011 року, з виробничого комплексу Embraer у Сан-Жозе-дус-Кампус. Перший політ другого повністю завершеного літака відбувся 4 квітня 2012 року. А вже 16 серпня 2012 року, після успішного завершення наземних і льотних випробувань, перший повністю завершений літак радіолокаційного виявлення і наведення (AEW&C) був переданий уряду Індії, на церемонії, що відбулася в штаб-квартирі Embraer у Сан-Жозе-дус-Кампус. Літаки були приведені в експлуатаційну готовність у лютому 2017 року. 14 лютого 2017 року під час виставки Aero India відбулася урочиста передача першої машини повітряним силам Індії. Другий літак був офіційно прийнятий на озброєння 11 вересня 2019 року. Третій літак є дослідницьким екземпляром організації оборонних досліджень і розробок, яка використовує його для проведення різного роду випробувань. Вперше радар Netra, в бойових умовах було застосовано 26 лютого 2019 року, під час авіаудару по Балакоту.
Індонезія може стати першим іноземним замовником Netra. Уряд країни виявив зацікавленість у придбанні індійських літаків радіолокаційного виявлення і наведення і подав запит на демонстрацію системи для своїх повітряних сил.

## Конструкція

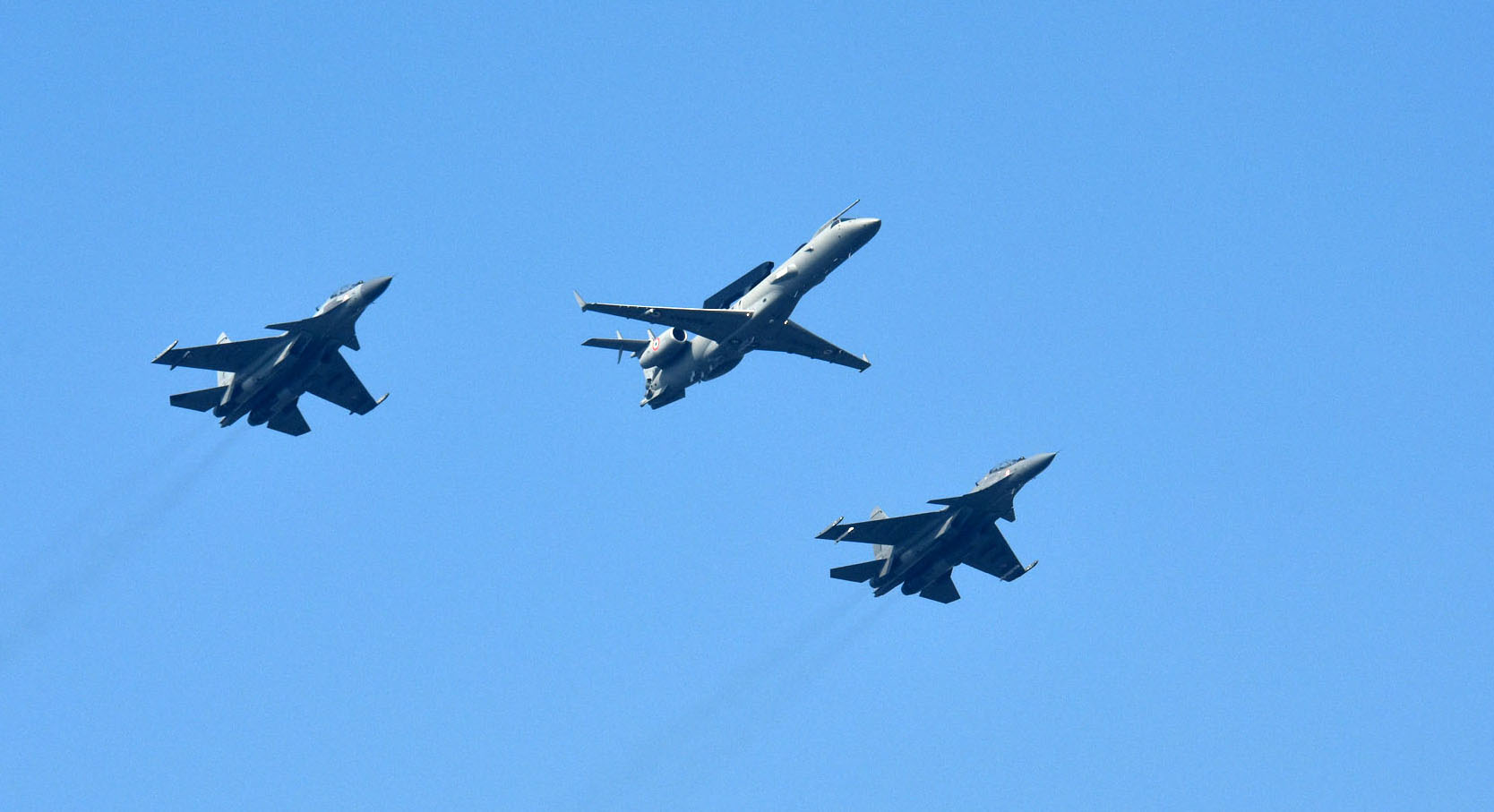
Літак з РЛС Netra AEW&C у супроводі винищувачів

Дві випромінювальні планарні антенні решітки, розвернуті в протилежні сторони, та встановлені на верхній частині фюзеляжу в аеродинамічному обтічнику, забезпечують покриття 240 градусів (2 сектори по 120 градусів по бокам планера літак). Радар працює в C-діапазоні для цілей в прямій видимості та Ku-діапазоні для супутникового зв'язку. Серед іншого РЛС оснащена інтегрованою системою розпізнавання «свій — чужий», засобами електронної та комунікаційної підтримки. Важливими режимами роботи первинної радіолокаційної системи є наземне спостереження та повітряне спостереження. Датчик має можливості пошуку, відстеження під час сканування, пріоритетного відстеження, високопродуктивного відстеження тощо. Використовуючи технологію активної апертури, радар забезпечує гнучку систему швидкого сканування променя, яка може працювати в кількох режимах одночасно.

## Подальший розвиток
Організація оборонних досліджень і розробок працює над новим проєктом, створення більшого та потужнішого комплексу радіолокаційного виявлення і наведення. Спочатку планувалося створити два літаки, але пізніше збільшили цю кількість до чотирьох. Уряд Індії видав розпорядження про початок нового проєкту в січні 2013 рокуА в березні 2015 року було прийнято рішення про закупівлю двох Airbus A330 (в лютому 2017 року кількість замовлених літаків збільшилась до шести). Планується що ці літаки також виконуватимуть функції повітряних заправників.
Спочатку Організація оборонних досліджень і розробок пропонувала довипустити ще РЛС Netra і встановити їх на літак EADS CASA C-295, який є достатньо великим, щоб бути носієм як полегшеної системи з охопленням 240 градусів, так і нової, яка тільки створюється і за планами буде мати купольний радар з охопленням 360 градусів. В такому разі EADS CASA C-295 став би уніфікованим носієм для всіх систем радіолокаційного виявлення і наведення виробництва Індії. Згодом EADS CASA C-295 замінили на Airbus A-330.
У вересні 2021 року, кабінет міністрів Індії схвалив проєкт вартістю 11000 крор рупій (110 мільярдів рупій), який передбачає виготовлення шести новітніх комплексів радіолокаційного виявлення і наведення, які ще називають Netra-2. Платформою для цих РЛС стануть Airbus A321 придбані у авіакомпанії Air India і модифіковані відповідно до військових стандартів.
Також повітряні сили Індії, планують замовити ще шість додаткових РЛС NETRA, вже існуючої конструкції. Оскільки платформа Embraer ERJ-145 більше не виробляється, то замовники аналізують доступність цих літаків на вторинних ринках. Натомість Embraer запропонував як заміну, свій новий літак Praetor 600.

## Оператори
- Індія — 3 літаки на базі Embraer ERJ-145 (2 на озброєнні повітряних сил Індії, а третій використовується як повітряна лабораторія)